# Катран шорсткий
Катра́н шорстки́й (Crambe aspera) — багаторічна рослина родини капустяних. Трава з дуже розгалуженим стеблом, що нагадує кущик. Квітне численними дрібними білими квітами. Один з найвідоміших представників рослин типу «перекотиполе». Катран шорсткий поширений на півдні Східної Європи. Зростає у степах, рідше у лісостепу. Рідкісний вид, занесений до Червоного списку МСОП, Європейського Червоного списку, Червоної книги України і Червоних книг декількох регіонів Росії. Їстівна, кормова, вітамінна, медоносна, олійна та декоративна рослина.
Свою назву отримала завдяки шорстким волоскам, що вкривають її надземну частину. В онлайн-версії української Червоної книги вид помилково зазначений під зросійщеною назвою «катран шершавий».

## Опис
Багаторічна трав'яниста рослина заввишки 30—50 см, інколи до 1 м. Гемікриптофіт, полікарпик, за іншими відомостями, — монокарпик. Корінь стрижневий, потужний, завдовжки до 50 см і завтовшки до 6 см. Вага кореня однорічної рослини може сягати 200—300 г, а корінь дворічних особин важить до 1-2 кг. Стебло поодиноке, прямостояче, в нижній частині кутасте, дуже сильно галузиться від самої основи, при цьому чисельні дрібні пагони утворюють кулю або напівкулю. Стебло опушене довгими, простими, шорсткими відстовбурченими волосками, сизе. Переважна більшість листків зібрана в прикореневу розетку. Розеткові листки завдовжки 14—25 см, завширшки 10—16 см, в обрисі серцеподібні, овальні чи широкоовальні, двічі або тричі пірчастороздільні, з видовжено-лінійними розставлено-зубчастими або глибоко вирізаними лопатями. Стеблові листки нечисельні, дрібні, майже сидячі, зубчасті. Листки обох типів шкірясті, зверху гладенькі, зелені або сизуваті, знизу шорсткі, їхні черешки і жилки зісподу вкриті чисельними відстовбурченими щетинками, які згодом зникають.
Суцвіття — дуже густа і розлога складна китиця (плейоботрій) напівкулястої форми, завширшки до 50 см; її парціальні суцвіття (прості китиці) верхівкові, головна вісь починає галузитися від основи. Квітконіжки завдовжки 8—13 мм, голі, при достиганні плодів косо стирчать вверх. Квітки чотиричленні, чисельні, дрібні, білі, із солодким медовим запахом. Чашолистки завдовжки 2,5—3 мм, відхилені, голі, по краях плівчасто-бахромчасті. Пелюстки 5—6 мм завдовжки, обернено-яйцеподібні, білі з жовтою плямою у місці відгину. Тичинок 6.
Плід — нерозкривний двочленний стручечок завдовжки 7—9 мм, завширшки 7—8 мм. Верхній членик стручечка завдовжки 3—3,5 мм, завширшки до 2,5 мм, заокруглений, гоструватий, горбисто-зморшкуватий, губчастий, не чотиригранний, плідний. Нижній членик стручечка завдовжки до 1 мм, циліндричний, неплідний.

## Поширення
Катран шорсткий розповсюджений у південних регіонах Східної Європи. Основна частина його ареалу лежить в межах України і Росії. Західний кордон поширення проходить через терени Молдови. В Україні найбільша щільність популяцій спостерігається у Криму (до 15 особин на 1 м²) та на сході Північного Приазов'я в межах Донецької і Луганської областей. Крім того, в Україні ця рослина знайдена у Вінницькій, Дніпропетровській і Харківській областях, тобто на кордоні з лісостеповою смугою. В Росії ареал цього виду обмежений пониззями Дона, Волги, а також їхнім міжиріччям. Північна межа розповсюдження у цій країні пролягає через Курську й Самарську області, а південна — через Передкавказзя.

## Екологія
Рослина морозо- і посухостійка, дуже світлолюбна. Зростає виключно у відкритих біотопах, здебільшого у степах, рідше у лісостепу (на сонячних місцях), по остепнених засолених луках, схилах балок. До якості ґрунтів невибаглива, трапляється на суглинистих, кам'янистих чи солонцюватих чорноземах, рідше на супіщаних. В деяких місцинах її розповсюдження обмежене відслоненнями карбонатних порід, особливо мергелю і крейди. Повсюди катран шорсткий не відіграє помітної ролі у фітоценозах, оскільки зростає поодинокими особинами, рідше невеличкими групами по кілька рослин.
Катран шорсткий розмножується тільки насінням. Цвітіння відбувається у квітні — травні, зрідка і в червні. Цвітіння досить тривале. Квіти запилюють комахи, здебільшого бджоли і метелики. Плодоношення відбувається з червня по вересень, причому насінини достигають неодночасно. В їх розповсюдженні бере участь вітер, однак не прямо, як це буває в типових анемохорів, а опосередковано. При достиганні плодів надземна частина катрану шорсткого всихає і легко відламується від основи стебла. Пориви вітру підхоплюють її та котять степом, чому сприяє майже куляста форма рослини. Під час цієї мандрівки насіння висипається на значній відстані від місця зростання материнської особини. Насіннєва продуктивність цього виду висока. Розвиток рослин відбувається повільно — перше цвітіння спостерігали у віці 5—8 років.
Загалом катран шорсткий стійкий до хвороб і шкідників, але його може вражати грибок Plasmodiophora brassicae, а листям живиться гусінь білана капустяного.

## Значення і статус виду
Рослина їстівна. Її корені використовують замість хрону як гостру приправу, додаючи до салатів, консервованих овочів, холодних закусок. З насіння можна вичавити жирну олію. Весняні листки споживають свіжими у салатах або тушкованими як другу страву. Худоба також охоче поїдає катран шорсткий, однак до випасання він не стійкий і швидко випадає з травостою, особливо після випасання овець. Завдяки щедрому цвітінню цей вид використовують у декоративному садівництві. Він зарекомендував себе як добрий медонос.
Попри широкий ареал і добре насіннєве поновлення катран шорсткий природно нечисельний, оскільки займає доволі вузькі екологічні ніші (стенобіонт). Через це він занесений до Червоного списку МСОП, Європейського Червоного списку, Червоної книги України зі статусом «вразливий», зазначений у Додатку I до Бернської конвенції. Крім того, цю рослину охороняють в Росії, де вона занесена до Червоних книг Астраханської, Волгоградської, Ростовської областей і республіки Калмикія. Основними загрозами для катрану шорсткого визнані зміна середовища (перш за все розорювання степів, заліснення), випасання худоби, весняні пали, ранні сінокоси, збирання рослин на букети і для виготовлення приправ. Дієвим охоронним заходом може стати вирощування з наступною реінтродукцією в природу. В Україні охорону цього виду здійснюють у заповіднику «Хомутовський степ».

## Таксономія
Систематичне положення цього таксона точно не встановлене. Українські ботаніки вважають його самостійним видом, а в міжнародній базі даних The Plant List ця рослина подана як підвид катрана татарського. Водночас українські джерела для катрана шорсткого наводять такий таксономічний синонім, як катран Буша. Його латинська назва в Словнику українських наукових і народних назв судинних рослин подана як Crambe buschii (O.E.Schulz) Stankov, а в Червоній книзі України як Crambe buschii (O.E.Schulz) Grossh..